# Melanippide
Melanippide (in greco antico: Μελανιππίδης?, Melanippídēs, in latino Melanippĭdēs; Melo, ... – Atene, dopo il 454 a.C.) è stato un poeta e musicista greco antico.

## Biografia
La vita di Melanippide, che fu uno dei più celebri poeti lirici nel campo del ditirambo, può essere fissata solo entro limiti piuttosto incerti, intorno alla metà del V secolo a.C. Era più giovane di Laso di Ermione, e di Diagora di Melo. Fu contemporaneo del poeta comico Ferecrate e visse per qualche tempo alla corte di Perdicca III di Macedonia, morendovi intorno al 412 a.C.

## Opere
Secondo la Suda, Melanippide scrisse canti lirici e ditirambi, di cui restano pochi versi. I titoli dei poemi Marsia, Persefone e Le Danaidi hanno fatto pensare che Melanippide fosse un poeta tragico, un errore che è stato commesso anche rispetto ai titoli dei ditirambi di altri poeti.
La sua alta reputazione di poeta è attestata da Senofonte, che gli attribuisce il primo posto tra i poeti ditirambici, insieme a Omero, Sofocle, Policleto e Zeusi come i massimi maestri nelle rispettive arti . Melanippide non sfuggì, tuttavia, alle censure che gli antichi poeti comici così spesso accumulavano sui lirici loro contemporanei per la loro corruzione delle gravi bellezze della musica anticaː infatti Ferecrate lo pone a capo di tali "delinquenti" e lo accusa di rilassare e ammorbidire la musica antica aumentando gli accordi della lira a dodici (o forse dieci) e aprendo così la strada alle ulteriori licenze introdotte da Cinesia, Frinide e Timoteo di Mileto.